# 戈比山
戈比山（英語：Mount Gobey），是南極洲的山峰，位於維多利亞地的彭內爾海岸，屬於里特里特山的一部分，海拔高度3,125米，新西蘭探險隊在在1966年12月26日首次踏足該山峰，現時由南極條約體系管理。